# Saint-Jacques-de-Thouars
Saint-Jacques-de-Thouars är en kommun i departementet Deux-Sèvres i regionen Nouvelle-Aquitaine i västra Frankrike. Kommunen ligger i kantonen Thouars 1er Canton som tillhör arrondissementet Bressuire. År 2022 hade Saint-Jacques-de-Thouars 423 invånare.

## Befolkningsutveckling
Antalet invånare i kommunen Saint-Jacques-de-Thouars
| Referens: INSEE |